# كلينتون دبليو. ديفيز
كلينتون دبليو. ديفيز (بالإنجليزية: Clinton W. Davies)‏ هو ضابط أمريكي، ولد في 26 سبتمبر 1899 في راسين في الولايات المتحدة، وتوفي في 31 يناير 1989.